# Xanthotrogus tanyproctoides
Xanthotrogus tanyproctoides är en skalbaggsart som beskrevs av Edmund Reitter 1906. Xanthotrogus tanyproctoides ingår i släktet Xanthotrogus och familjen Melolonthidae. Inga underarter finns listade i Catalogue of Life.